# Massacre (zespół deathmetalowy)
Massacre – amerykański zespół muzyczny wykonujący death metal. Powstał w 1984 roku w Tampie, początkowo tworzył w stylistyce heavy metalu.  
W 1986 roku nakładem własnym grupa wydała trzy kasety demo Aggressive Tyrant, Official Livetape oraz Chamber of Ages. Zespół koncertował wówczas głównie w lokalnych klubach m.in. u boku Death, Xecutioner (w latach późniejszych Obituary) oraz Morbid Angel. Rok później grupa została rozwiązana, a jej członkowie kontynuowali działalność w innych projektach. W 1989 roku formacja wznowiła działalność oraz zarejestrowała wydane rok później demo pt. The Second Coming.
Pierwszy album długogrający zespołu zatytułowany From Beyond ukazał się w lipcu 1992 roku nakładem Earache Records. Na płycie znalazło się dziewięc autorskich utworów inspirowanych twórczością amerykańskiego pisarza H.P. Lovecrafta. Wydawnictwo było promowane podczas europejskich koncertów m.in. wraz z zespołami Morgoth oraz Devastation. Jeszcze w 1992 roku grupa została rozwiązana. Rok później zespół wznowił działalność oraz udał się w europejskie tournée wraz z zespołami Grave oraz Demolition Hammer. 23 lipca 1996 roku został wydany drugi album zespołu pt. Promise. Odmienny stylistycznie, eksperymentalny dla zespołu materiał spotkał się z chłodnym przyjęciem ze strony krytyków muzycznych i publiczności. Wkrótce potem zespół został rozwiązany. 
W 2007 roku z inicjatywy Butlera, Lee oraz Swansona zespół po raz trzeci wznowił działalność. Muzycy zaprosili do współpracy perkusistę Curtisa Beesona, wówczas członka formacji Nasty Savage oraz gitarzystę Sama Williamsa z zespołu Denial Fiend. W nowym składzie grupa odbyła europejską trasę koncertową Re-Animated Tour. Muzycy nie zdecydowali się na koncerty w Stanach Zjednoczonych ze względów finansowych. Z końcem 2007 roku grupa została rozwiązana.
W 2009 roku Kam Lee zapowiedział nagrania nowego albumu studyjnego Massacre. Muzyk zaprosił do współpracy basistę Dave’a Pybusa, znanego z występów w brytyjskiej grupie Cradle of Filth, perkusistę Tony’ego Laureano, wówczas członka Nachtmystium oraz klawiszowca Mirai Kawashimę członka formacji Sigh, którzy wyrazili chęć współpracy z wokalistą. Ostateczne plany nie zostały nigdy zrealizowane. 
W 2011 roku zespół ponownie wznowił działalność w zreformowanym składzie. Poza Rozzem i Butlerem skład uzupełnili perkusista Mike Mazzonetto, w latach poprzednich związany z zespołem Pain Principle oraz wokalista Edwin Webb, znany z występów w grupie Diabolic. W nowym składzie grupa rozpoczęła prace nad nowym albumem długogrającym. Na początku 2012 roku muzycy podpisali kontrakt wydawniczy z wytwórnią płytową Century Media Records. 24 marca 2014 roku ukazał się trzeci album studyjny formacji zatytułowany Back from Beyond. Wydawnictwo spotkało się z komercyjnym niepowodzeniem w ojczyźnie zespołu sprzedając się w nakładzie 340 egzemplarzy w przeciągu tygodnia od dnia premiery. Pod koniec roku Butler i Webb odeszli z Massacre. W efekcie grupa została rozwiązana.
W grudniu 2016 roku grupa po raz piąty wznowiła działalność. 

## Muzycy
| Ostatni skład zespołu - Rick Rozz – gitara (1984–1987, 1989–1995, 2011–2014, od 2016) - Kam Lee – wokal prowadzący (1984–1987, 1989–1996, 2007, od 2016) - Michael Grim – gitara basowa, wokal wspierający (od 2016) - Mike Mazzonetto – perkusja (2011–2014, od 2016) |  | Byli członkowie zespołu - Edwin Webb – wokal prowadzący (2011–2014) - Scott Blackwood – gitara basowa (1984) - Mike Borders – gitara basowa (1984–1986) - Bill Andrews – perkusja (1984–1987, 1989–1993) - Terry Butler – gitara basowa (1987, 1990–1993, 2007, 2011–2014) - Allen West – gitara (1984–1986) - JP Chartier – gitara (1984) - Mark Brents – wokal prowadzący (1984) - Robby Goodwin – gitara (1986–1987) - Butch Gonzalez – gitara basowa (1990) - Joe Cangelosi – perkusja (1990) - Steve Swanson – gitara (1991–1993, 2007) - Pete Sison – gitara basowa (1994) - Syrus Peters – perkusja (1994) - Curtis Beeson – perkusja (2007) - Sam Williams – gitara (2007) |

## Dyskografia
Albumy studyjne
| From Beyond                             | - Data: 1 lipca 1991 - Wydawca: Earache Records        | –  |
| Promise                                 | - Data: 23 lipca 1996 - Wydawca: Earache Records       | –  |
| Back from Beyond                        | - Data: 24 marca 2014 - Wydawca: Century Media Records | 68 |
| „–” oznacza, że album nie był notowany. |                                                        |    |

Minialbumy
| Inhuman Condition                       | - Data: październik 1992 - Wydawca: Earache Records    |  |
| Condemned to the Shadows                | - Data: 30 lipca 2012 - Wydawca: Century Media Records |  |
| Resurgence                              | - Data: 22 października 2021 - Wydawca: Nuclear Blast  |  |
| „–” oznacza, że album nie był notowany. |                                                        |  |